# Герб комуни Сутенес
Герб комуни Сутенес (швед. Sotenäs kommunvapen) — символ шведської адміністративно-територіальної одиниці місцевого самоврядування комуни Сутенес. 

## Історія
Герб комуни було розроблено і зареєстровано 4 березня 1977 року.

## Опис (блазон)
У срібному полі із синьою облямівкою синя камбала у перев'яз зліва додолу.

## Зміст
Схожа на камбалу рибина відома з печатки 1740 р. гераду (сотні) Сутенес. Цей мотив і було використано при розробці герба комуни. 